# 蕭済
蕭 済（蕭濟、しょう さい、生没年不詳）は、南朝梁から陳にかけての人物。字は孝康。本貫は南蘭陵郡蘭陵県。

## 経歴
若くして学問を好み、経書や史書に広く通じた。梁の武帝の前で張纘・劉之遴と『春秋左氏伝』の疑問点三十数カ所について討論したが、張纘らは蕭済の説に反論できなかった。梁の秘書郎を初任とし、太子舎人に転じた。侯景の乱の平定に功績を挙げて、松陽県侯に封じられた。
陳霸先が京口に駐屯すると、蕭済はその下で明威将軍・征北長史となった。承聖2年（553年）、召還されて中書侍郎となり、通直散騎常侍の位を受けた。陳蒨が会稽郡太守となると、蕭済はその下で宣毅府長史となり、司徒左長史に転じた。永定3年（559年）、陳蒨（陳の文帝）が即位すると、侍中の位を受けた。まもなく太府卿に任じられたが、生母が死去してその喪に服すために任を受けなかった。蘭陵郡・陽羡郡・臨津郡・臨安郡などの太守を歴任して、名声を高めた。
太建元年（569年）、入朝して五兵尚書となり、徐陵・周弘正・王瑒・袁憲らとともに皇太子陳叔宝に仕えた。後に再び司徒長史となった。まもなく度支尚書に任じられ、羽林監を兼ねた。羽林監のまま国子祭酒に転じた。金紫光禄大夫の位を加えられ、安徳宮衛尉を兼ねた。まもなく仁威将軍・揚州長史として出向した。祠部尚書に転じ、給事中の位を加えられた。再び金紫光禄大夫となったが、受けないうちに死去した。享年は66。

## 伝記資料
- 『陳書』巻30 列伝第24
- 『南史』巻69 列伝第59